# Globarmadillo armatus
Globarmadillo armatus är en kräftdjursart som beskrevs av Richardson 1910. Globarmadillo armatus ingår i släktet Globarmadillo och familjen Armadillidae. Inga underarter finns listade i Catalogue of Life.